# Claude Gerbet
Pour les articles homonymes, voir Gerbet.
Claude Gerbet, né le 6 novembre 1912 à Chartres (Eure-et-Loir) et mort le 26 mai 2003 dans la même ville, est un homme politique français.

## Biographie
Issu de la bourgeoisie chartraine, Claude Gerbet exerce le métier d'avocat,.
Il est élu député de la première circonscription d'Eure-et-Loir en juin 1968, puis réélu en mars 1973 sous l'étiquette des Républicains indépendants,.
À l'Assemblée nationale, il est membre de la commission des Lois.
Il préside une commission d'enquête parlementaire sur l'indépendance des Comores en 1975.
Il est battu lors des élections législatives de 1978 par Georges Lemoine, élu maire de Chartres l'année précédente.

## Détail des fonctions et des mandats
Mandats locaux
- 1971-1977 : conseiller municipal à Chartres
- 1974-1978 : conseiller régional de la Région Centre

Mandats parlementaires
- 30 juin 1968 - 1er avril 1973 : député de la 1re circonscription d'Eure-et-Loir
- 11 mars 1973 - 2 avril 1978 : député de la 1re circonscription d'Eure-et-Loir